# Mammelomys
Mammelomys — рід гризунів родини Muridae, ендемічний для Нової Гвінеї.

## Морфологічні особливості
Це відносно великі, пацюкоподібні тварини. Довжина тулуба становить від 15 до 19 сантиметрів, хвіст — від 11 до 15 сантиметрів, вага — від 100 до 125 грамів. Шерсть у них сірувата, низ світліший, хвіст вкритий лускою.

## Середовище проживання
Місцем їхнього проживання є ліси на висоті до 1500 метрів над рівнем моря. Ймовірно, вони ведуть самітницький спосіб життя і мешкають у земляних норах, але про їхній спосіб життя відомо небагато. У самиць лише одна пара сосків, а розмір виводку невеликий.

## Види
Рід містить такі види:
- Mammelomys lanosus
- Mammelomys rattoides